# Felnac
Felnac – wieś w Rumunii, w okręgu Arad, w gminie Felnac. W 2011 roku liczyła 2699 mieszkańców. 